# Shinsenen
Lo Shinsenen (神泉苑) è un tempio buddista giapponese Shingon situato a sud del castello di Nijō nel centro della moderna città di Kyoto, in Giappone. Fu fondato da Kūkai nell'824 e consiste principalmente in un grande giardino acquatico incentrato su un laghetto. Si dice che sia il più antico giardino esistente a Kyoto.

## Storia
Costruito per la prima volta nell'anno 794, il sito era originariamente collegato al Palazzo Heian di quel tempo e fu usato come giardino privato per l'Imperatore. Secondo i registri, il sito originariamente si estendeva per circa 400 metri da nord a sud e circa 200 metri da est a ovest (500 metri e 240 metri secondo diverse fonti).
Nell'863 una pestilenza si estese per tutta la città e si tenne un sacro rituale per placare gli spiriti arrabbiati. Più tardi, un totale di 66 picche (che rappresentano le regioni del Giappone di quel tempo) furono erette all'estremità meridionale dello Shinsenen, un Mikoshi dal Gion-jinja (oggi il Santuario Yasaka) furono portati dentro e fu condotto un rituale. Nel corso degli anni questo è diventato un festival locale e le picche sono state montate su carrelli decorati, che si dice siano l'origine del moderno Gion Matsuri.
Nel 1603, quando il Tokugawa Ieyasu costruì il castello di Nijō, una grande parte del terreno del giardino fu assorbito dai terreni del castello, riducendo le sue dimensioni. Dopo il 1607 il giardino fu ricostruito e in seguito divenne un tempio buddista della scuola Shingon.